# Дзялошинський Михайло
Михайло Дзялошинський (нім. Michael Działoszyński, пол. Michał Działoszyński; 19 вересня 1817, с. Пужники (від 1867 року — Бучацького повіту) — ?) — війт у селі Пужники у ХІХ ст.; громадський діяч. Був послом до Райхстаґу Австрійської імперії в 1848—1849 роках. Посол до Райхсрату (парламенту) Австро-Угорщини, Галицького крайового сейму в 1867 році (його посольський мандат до Галицького сейму від IV курії по округу Монастириська — Бучач не затвердили, 12 грудня 1867 року послом від округу замість нього обрали отця Гавриїла Крижановського (його мандат теж не затвердили 25 вересня 1868 р.).